# برلين 69 (رواية)
رواية برلين 69 رواية للكاتب المصري صنع الله إبراهيم كتبها عام 1969 في برلين خلال سفره اليها وتتناول واقع الحياة في ألمانيا خلال فترة الانقسام عام 1969. يرصد فيها معاناة الألمان بعد بناء سور برلين متناولاً بشكل خاص حياة العرب والأكراد الذين ذهبوا للعمل في برلين. نشر سنة 2014. في دار الثقافة الجديدة 251 صفحة.